# Good Acoustics
| 전문가 평가 | 전문가 평가 |
| 평가 점수   | 평가 점수   |
| 출처        | 점수        |
| ----------- | ----------- |
| 올뮤직      | [ 1 ]       |

Good Acoustics는 하드 록 밴드 파이어하우스의 네 번째 정규 음반이다. 1996년 에픽 레코드에서 발매되었다. 이 음반에는 밴드의 여러 히트곡의 어쿠스틱 버전이 수록되었다. 그러나 네 곡의 신곡도 수록되었는데 (한 곡은 이글스의 커버 곡으로, 이글스가 스티브 영의 Seven Bridges Road를 커버한 곡을 밴드가 리메이크한 곡이었다).
이 음반은 미국에서 처음 세 음반에 비해 상업적으로 실패하여, 빌보드 차트에 진입하지 못한 첫 파이어하우스 음반이 되었다. 그러나 태국, 말레이시아, 필리핀에서는 "You Are My Religion", "Love Don't Care", "In Your Perfect World" 등의 히트곡 덕분에 골드 인증을 받으며 차트에 올랐다. "Love of a Lifetime"의 뮤직 비디오는 태국 방콕의 차오프라야강에서 전적으로 촬영되었다.
이 음반을 지원하기 위해 아시아와 미국(소규모 공연장에서)에서 투어를 진행했다.
이 음반은 밴드가 메이저 레이블에서 발매한 마지막 음반이었다.

## 곡 목록
모든 곡은 빌 레버티와 C. J. 스네어가 작곡했으며, 예외는 다음과 같다.
1. "You Are My Religion" - 4:03
2. "Love Don't Care" - 4:42
3. "In Your Perfect World" - 4:08
4. "No One at All" - 3:34
5. "Love of a Lifetime" - 4:42
6. "All She Wrote" - 3:46
7. "When I Look into Your Eyes" - 4:04
8. "Don't Treat Me Bad" (엘리스, 포스터, 레버티, 스네어) - 4:18
9. "Here for You" - 3:53
10. "I Live My Life for You" - 4:22
11. "Love of a Lifetime" (컨트리 록 버전) - 4:09
12. "Seven Bridges Road" (스티브 영) - 2:39

## 차트
| 차트 (1996)        | 최고 순위 |
| ------------------ | --------- |
| 일본 앨범 (오리콘) | 37        |

## 인증
| 국가       | 인증 |
| ---------- | ---- |
| 말레이시아 | 골드 |
| 태국       | 골드 |
| 필리핀     | 골드 |

## 구성원
- C. J. 스네어 - 보컬, 건반
- 빌 레버티 - 기타
- 마이클 포스터 - 드럼
- 페리 리처드슨 - 베이스